# Субтропічні вічнозелені ліси Цзяннаню
Субтропічні вічнозелені ліси Цзяннаню (ідентифікатор WWF: IM0118) — індомалайський екорегіон тропічних та субтропічних вологих широколистяних лісів, розташований в Південному Китаї. 

## Географія
Екорегіон субтропічних вічнозелених лісів Цзяннаню охоплює Південнокитайські гори або гори Наньлін, які простягаються на 2000 км із заходу на схід, від Юньнань-Гуйчжоуського плато до узбережжя Східнокитайського моря і Тайванської протоки. Він розташований на території провінцій Гуйчжоу, Хунань, Цзянсі, Чжецзян, Фуцзянь і Гуандун та на території Гуансі-Чжуанського автономного району.
Невисокі гори Наньлін розташовані на висоті від 500 до 1500 м над рівнем моря, а їх найвищою вершиною є гора Маоершань висотою 2142 м. Вони утворилися у мезозої, понад 65 мільйонів років тому, і мають складну топографію. Основу гір Наньлін складають граніти та метаморфізовані стародавні осадові породи. Серед гранітів трапляються значні вкраплення палеозойських вапняків та червоних пісковиків, де зустрічаються зубчасті карстові пагорби та ландшафти данься.
Південнокитайські гори відділяють басейн річки Янцзи, розташований північніше, та басейн Чжуцзяну або Перлинної річки, розташований південніше. На північ від регіону поширені вічнозелені ліси Чанцзянської рівнини, на південь — субтропічні вічнозелені ліси Південного Китаю та В'єтнаму, а на захід — широколистяні та мішані ліси Гуйчжоуського плато та субтропічні вічнозелені ліси Юньнанського плато.

## Клімат
В межах екорегіону переважає вологий субтропічний клімат (Cfa за класифікацією кліматів Кеппена). Середня температура влітку становить 28 °C, а взимку опускається до 12 °C. Середньорічна кількість опадів коливається від 1500 до 2000 мм, більшість з яких випадає влітку, в період мусонів. Влітку та восени в регіоні часто трапляються тайфуни.

## Флора
Основними рослинними угрупованнями екорегіону є субтропічні вічнозелені ліси, які є частиною великого поясу субтропічних лісів, поширених в горах Південно-Східної Азії, від Тайваню до передгір'їв Східних Гімалаїв. Значна частина лісів регіону була знищена і перетворена на сільськогосподарські угіддя. В субтропічних лісах екорегіону переважають дерева з родин Букові (Fagaceae), Лаврові (Lauraceae) та Чаєві (Theaceae), зокрема різні види дубів (Quercus spp.), кастанопсисів (Castanopsis spp.), шім (Schima spp.), камелій (Camellia spp.), фебових дерев (Phoebe spp.), персей (Persea spp.) та коричників (Cinnamomum spp.). 
На вапнякових субстратах, у вологих районах на висоті до 1000 м над рівнем моря, ростуть напівлистопадні широколистяні ліси, в яких переважають сизі дуби (Quercus glauca), вапнякові коричники (Cinnamomum calcareum), китайські в'язи (Ulmus parvifolia), бріделії Форда (Bridelia fordii) та різні види каркасів (Celtis spp.). В лісах, поширених у більш сухих вапнякових районах, на неглибоких ґрунтах, переважають двозернові псидракси (Psydrax dicoccos), дерен Вільсона (Cornus wilsoniana) та круглолисті тріадіки (Triadica rotundifolia).
Серед дерев, що зустрічаються в лісах, які ростуть як на вапнякових, так і на пісковикових субстратах, слід відзначити золоту еберхардію (Eberhardtia aurata), китайську хопею (Hopea chinensis) та китайську сараку (Saraca dives). Через те, що вапнякові пагорби погано підходять для сільського господарства, тут збереглися найбільші ділянки сезонних лісів. Серед рідкісних рослин, що зустрічаються у вапнякових карстових районах, слід відзначити сріблолисту катаю (Cathaya argyrophylla), сріблястий сережчатий тис (Amentotaxus argotaenia), головотис Олів'є (Cephalotaxus oliveri) та китайське тюльпанове дерево (Liriodendron chinense). Важливим компонентом лісів, особливо у вапнякових районах та на порушених ділянках, є бамбукові зарості.

## Фауна
Серед поширених в екорегіоні ссавців слід відзначити чубатого оленя (Elaphodus cephalophus), японського оленя (Cervus nippon kopschi), індійського замбара (Rusa unicolor), суматранського серау (Capricornis sumatraensis), китайського горала (Naemorhedus griseus), карликову кабаргу (Moschus berezovskii), китайського мунтжака (Muntiacus reevesi), північного рудого мунтжака (Muntiacus vaginalis), майже ендемічного чорного мунтжака (Muntiacus crinifrons), дику свиню (Sus scrofa), макаку-резуса (Macaca mulatta), тибетського макаку (Macaca thibetana), ассамського макаку (Macaca assamensis), ведмежого макаку (Macaca arctoides), майже ендемічного тонкінського лангура (Trachypithecus francoisi), китайського зайця (Lepus sinensis), східну смугасту білку (Tamiops maritimus), малайського їжатця (Hystrix brachyura) та китайського панголіна (Manis pentadactyla). Серед хижих ссавців, поширених в регіоні, слід відзначити уссурійського єнота (Nyctereutes procyonoides), гімалайського ведмедя (Ursus thibetanus), гімалайську цивету (Paguma larvata), плямистого лінзанга (Prionodon pardicolor), велику індійську віверу (Viverra zibetha), малу цивету (Viverricula indica), мангусту-крабоїда (Urva urva), бенгальського кота (Prionailurus bengalensis), леопарда (Panthera pardus), золотисту котопуму (Catopuma temminckii) та дуже рідкісну димчасту пантеру (Neofelis nebulosa). Раніше в екорегіоні зустрічалися південнокитайські тигри (Panthera tigris amoyensis), однак наразі вони в регіоні вимерли.
Орнітофауна екорегіону вирізняється високим різноманіттям. Серед поширених в екорегіоні птахів слід відзначити звичайного фазана (Phasianus colchicus), білошийого мікадо (Syrmaticus ellioti), китайську куріпку (Bambusicola thoracicus), китайського турача (Francolinus pintadeanus), кокласа (Pucrasia macrolopha), буру сутору (Suthora webbiana), китайського окулярника (Zosterops simplex), чорноголову вивільгу (Oriolus chinensis), китайського бюльбюля (Pycnonotus sinensis), північну джунглівницю (Cyornis brunneatus), китайського бабакса (Pterorhinus lanceolatus), сіроголову фульвету (Fulvetta cinereiceps), маскову чагарницю (Pterorhinus perspicillatus), іржастого тимельовця (Pterorhinus berthemyi), світлооку гуамею (Garrulax canorus), низинного вівчарика (Phylloscopus goodsoni), мандаринського дрозда (Turdus mandarinus), жовточереву синицю (Pardaliparus venustulus) та королівську синицю (Machlolophus spilonotus). Серед майже ендемічних птахів, поширених в регіоні, слід відзначити китайського бородастика (Psilopogon faber), синьоголового тимельовця (Pterorhinus courtoisi), сіробоку тимелію-криводзьоба (Erythrogenys swinhoei) та жовтолобу альципу-крихітку (Schoeniparus variegaticeps). Ендеміками регіону є плямисті трагопани (Tragopan caboti) та білолобі куріпки (Arborophila gingica).

## Збереження
Оцінка 2017 року показала, що 37 582 км², або 6 % екорегіону, є заповідними територіями. Природоохоронні території включають: Національний парк Цзіньмень, Національний мангровий заповідник Фуцзянь-Чжанцзянкоу та Національний природний заповідник Уїшань.